# Poitevin (hundras)
Poitevin är en hundras från Frankrike. Den är en braquehund från trakterna av Poitiers i Poitou. Den är en drivande hund för jakt i koppel (pack). Historiskt har den använts för vargjakt. Rasen drabbades både av franska revolutionen och ett rabiesutbrott 1842 men räddades genom inkorsning av foxhound.